# Lü Wencheng
 (avril 2009).
Si vous disposez d'ouvrages ou d'articles de référence ou si vous connaissez des sites web de qualité traitant du thème abordé ici, merci de compléter l'article en donnant les références utiles à sa vérifiabilité et en les liant à la section « Notes et références ».
Lu Wencheng (chinois : 吕文成 ; pinyin : lǚ wénchéng), né le 12 mars 1898 à Zhongshan, dans la province du Guangdong, en Chine de la dynastie Qing, et décédé le 22 août 1981, est un compositeur et musicien, considéré comme un maître de la musique cantonaise et de la musique populaire du Guangdong. Il développa le gaohu, en augmentant les hauteurs du erhu et en remplaçant les cordes de soie par des cordes métalliques, ainsi qu'en modifiant la façon de jouer. Il a composé « Lune d'automne sur un lac paisible » (平湖秋月) dans les années 1930, resté depuis comme un classique de la musique cantonaise.

## Œuvres
- Lune d'automne sur un lac paisible (《蕉石鸣琴》, un des 18 lieu du lac de l'Ouest)
- bubugao (zh) (《步步高》, s'élever pas à pas)
- Jiaoshi mingqin (《蕉石鸣琴》, un des 18 lieu du lac de l'Ouest)
- qingmei zhuma (zh) (《青梅竹马》, qīngméi zhúmǎ, « vert prune, bambou, cheval », tiré d'un chengyu, décrivant une relation d'amitié entre un garçon et une fille en bas âge)